# Stictostix ectatommae
Stictostix ectatommae är en skalbaggsart som beskrevs av Lea 1925. Stictostix ectatommae ingår i släktet Stictostix och familjen stumpbaggar. Inga underarter finns listade i Catalogue of Life.